# يحيى سنبل
يحيى سنبل مواليد 7 يناير 1998، هو لاعب كرة قدم سعودي يلعب حالياً في نادي الرائد 

## مسيرة اللاعب
بدأ في الفئات السنية في نادي الأمجاد و انتقل إلى الفئات السنية في لنادي الاتحاد في عام 2015 و لعب بعدها مع نادي النجوم ونادي حطين ونادي جدة ونادي الرائد.

## وصلات خارجية
- يحيى سنبل